# 1924年ウィンブルドン選手権
1924年 ウィンブルドン選手権（1924ねんウィンブルドンせんしゅけん、The Championships, Wimbledon 1924）に関する記事。イギリス・ロンドン郊外にある「オールイングランド・ローンテニス・アンド・クローケー・クラブ」にて開催。

## 大会の流れ
- チャレンジ・ラウンドとオールカマーズ・ファイナルによる旧方式が1921年を最後に廃止され、この年から「ナショナル・シーディング」（National seeding）によって抽選を決定した。ナショナル・シーディングとは、ウィンブルドンに出場選手を送り込む国のテニス協会が、最大でシングルス4名・ダブルス2組まで有力選手を指名し、それに基づいて抽選を決める方式である。まだイギリス人選手が大半を占めていた時代、この方式では外国選手の大半が早期敗退するデメリットがあった。1926年までの抽選表は、シード選手の公式な順位を残していない。

## 大会経過

### 男子シングルス
準々決勝
- ルネ・ラコステ vs.  ジャン・ワッシャー　6-1, 5-7, 6-4, 6-2
- リチャード・ウィリアムズ vs.  アルガーノン・キングスコート　5-7, 6-4, 6-3, 6-4
- ジャン・ボロトラ vs.  ビンセント・リチャーズ　6-4, 4-6, 6-0, 6-3
- ルイス・レイモンド vs.  ワトソン・ウォッシュバーン　6-0, 7-5, 17-15

準決勝
- ルネ・ラコステ vs.  リチャード・ウィリアムズ　6-1, 3-6, 6-2, 6-3
- ジャン・ボロトラ vs.  ルイス・レイモンド　6-2, 6-4, 7-5

### 女子シングルス
準々決勝
- フィリス・サッタースウェイト vs.  ドロシー・シェパード＝バロン　6-4, 10-8
- ヘレン・ウィルス vs.  J・S・コールゲート　6-1, 6-0
- キティ・マッケイン vs.  マリオン・ジェサップ　6-1, 6-3
- スザンヌ・ランラン vs.  エリザベス・ライアン　6-2, 6-8, 6-4

準決勝
- ヘレン・ウィルス vs.  フィリス・サッタースウェイト　6-2, 6-1
- キティ・マッケイン vs.  スザンヌ・ランラン　不戦勝

## 決勝戦の結果
男子シングルス
- ジャン・ボロトラ vs.  ルネ・ラコステ　6-1, 3-6, 6-1, 3-6, 6-4

女子シングルス
- キティ・マッケイン vs.  ヘレン・ウィルス　4-6, 6-4, 6-4

男子ダブルス
- ビンセント・リチャーズ＆ フランシス・ハンター vs.  リチャード・ウィリアムズ＆ ワトソン・ウォッシュバーン　6-3, 3-6, 8-10, 8-6, 6-3

女子ダブルス
- ヘイゼル・ホッチキス・ワイトマン＆ ヘレン・ウィルス vs.  キティ・マッケイン＆ フィリス・コベル　6-4, 6-4

混合ダブルス
- ブライアン・ギルバート＆ キティ・マッケイン vs.  レスリー・ゴッドフリー＆ ドロシー・シェパード＝バロン　6-3, 3-6, 6-3